# Giuseppe Milesi Pironi Ferretti
Giuseppe Milesi Pironi Ferretti (ur. 9 marca 1817 w Ankonie, zm. 2 sierpnia 1873 w Rzymie) – włoski kardynał.

## Życiorys
Urodził się 9 marca 1817 roku w Ankonie, jako syn Francesca Milesi Pironi Ferrettiego i Laury Striny. Studiował na La Sapienzy, gdzie uzyskał doktorat utroque iure. W 1842 roku przyjął święcenia kapłańskie. 15 marca 1858 roku został kreowany kardynałem prezbiterem i otrzymał kościół tytularny Santa Maria in Ara Coeli. W latach 1858–1859 był legatem w Bolonii, a w okresie 1869–1870 – kamerlingiem Kolegium Kardynałów. 21 marca 1870 roku został podniesiony do rangi kardynała biskupa i otrzymał diecezją suburbikarną Sabina, a 3 kwietnia przyjął sakrę. Zmarł 2 sierpnia 1873 roku w Rzymie.